# Gertrude Liebhart
Gertrude Liebhart   (Langenzersdorf, 26 d'octubre de 1928 - 27 de novembre de 2008) és una piragüista d'aigües tranquil·les austríaca que va competir durant les dècades de 1940 i 1950.
El 1952 va prendre part en els Jocs Olímpics d'Estiu de Hèlsinki, on guanyà la medalla de plata en la prova del K-1, 500 metres del programa de piragüisme, rere Sylvi Saimo.
En el seu palmarès també destaquen una medalla de plata i una de bronze al Campionat del Món de piragüisme en aigües tranquil·les, sempre fent parella amb Fritzi Schwingl.